# TM4SF5
TM4SF5‏ (Transmembrane 4 L six family member 5) هوَ بروتين يُشَفر بواسطة جين TM4SF5 في الإنسان.